# Piñuécar-Gandullas
Piñuécar-Gandullas er en kommune i det centrale Spanien i Madrid-regionen. Den har et indbyggertal på 185 (2024) indbyggere.